# Герб комуни Юнгбю
Герб комуни Юнгбю (швед. Ljungby kommunvapen) — символ шведської адміністративно-територіальної одиниці місцевого самоврядування комуни Юнгбю. 

## Історія
Герб було розроблено для міста Юнгбю. Отримав королівське затвердження 1937 року.    
Після адміністративно-територіальної реформи, проведеної в Швеції на початку 1970-х років, муніципальні герби стали використовуватися лишень комунами. Цей герб був 1971 року перебраний для нової комуни Юнгбю.
Герб комуни офіційно зареєстровано 1974 року.

## Опис (блазон)
У зеленому полі золота хвиляста балка, над нею — три золоті молотки, під нею — такий же кадуцей у стовп.

## Зміст
Хвиляста балка означає річку Лаган. Молотки символізують індустрію та розвинуті місцеві ремесла. Кадуцей уособлює торгівлю і добробут.    